# Kanoistika na Letních olympijských hrách 1968
Závody v kanoistice na Letních olympijských hrách 1968 v Ciudad de México.

## Medailisté

### Muži
| Kategorie | Zlato                                                                    | Stříbro                                                                             | Bronz                                                                          |
| --------- | ------------------------------------------------------------------------ | ----------------------------------------------------------------------------------- | ------------------------------------------------------------------------------ |
| C1 1000 m | Tibor Tatai · Maďarsko (HUN)                                             | Detlef Lewe · Západní Německo (FRG)                                                 | Vitaly Galkov · Sovětský svaz (URS)                                            |
| C2 1000 m | Rumunsko (ROU) · Ivan Patzaichin · Serghei Covaliov                      | Maďarsko (HUN) · Tamás Wichmann · Gyula Petrikovics                                 | Sovětský svaz (URS) · Naum Prokupets · Mikhail Zamotin                         |
| K1 1000 m | Mihály Hesz · Maďarsko (HUN)                                             | Aleksandr Shaparenko · Sovětský svaz (URS)                                          | Erik Hansen · Dánsko (DEN)                                                     |
| K2 1000 m | Sovětský svaz (URS) · Aleksandr Shaparenko · Volodymyr Morozov           | Maďarsko (HUN) · Csaba Giczi · István Timár                                         | Rakousko (AUT) · Gerhard Seibold · Günther Pfaff                               |
| K4 1000 m | Norsko (NOR) · Steinar Amundsen · Tore Berger · Egil Søby · Jan Johansen | Rumunsko (ROU) · Anton Calenic · Haralambie Ivanov · Dimitrie Ivanov · Mihai Ţurcaş | Maďarsko (HUN) · Csaba Giczi · Imre Szöllösi · István Timár · István Csizmadia |

### Ženy
| Kategorie | Zlato                                                         | Stříbro                                          | Bronz                                                            |
| --------- | ------------------------------------------------------------- | ------------------------------------------------ | ---------------------------------------------------------------- |
| K1 500 m  | Ljudmila Chvedosjuková · Sovětský svaz (URS)                  | Renate Breuer · Západní Německo (FRG)            | Viorica Dumitru · Rumunsko (ROU)                                 |
| K2 500 m  | Západní Německo (FRG) · Annemarie Zimmermann · Roswitha Esser | Maďarsko (HUN) · Anna Pfeffer · Katalin Rozsnyói | Sovětský svaz (URS) · Ljudmila Chvedosjuková · Antonina Seredina |

## Přehled medailí
| Pořadí | Země                  | Zlato | Stříbro | Bronz | Celkově |
| ------ | --------------------- | ----- | ------- | ----- | ------- |
| 1.     | Maďarsko (HUN)        | 2     | 3       | 1     | 6       |
| 2.     | Sovětský svaz (URS)   | 2     | 1       | 3     | 6       |
| 3.     | Západní Německo (FRG) | 1     | 2       | 0     | 3       |
| 4.     | Rumunsko (ROU)        | 1     | 1       | 1     | 3       |
| 5 .    | Norsko (NOR)          | 1     | 0       | 0     | 1       |
| 6.     | Rakousko (AUT)        | 0     | 0       | 1     | 1       |
| 6.     | Dánsko (DEN)          | 0     | 0       | 1     | 1       |
| Celkem | Celkem                | 7     | 7       | 7     | 21      |